# دی‌ان دانیشفسکی
دی‌ان دانیشفسکی(به انگلیسی: Danishefsky's diene) (دی‌ان کیتاهارا) یک ترکیب آلی حاوی سیلیسیم و یک دی‌ان با نام علمی ترانس -۱-متوکسی-۳-تری‌متیل‌سیلیل‌اکسی-بوتا-۳٬۱-دی‌ان است که به نام ساموئل جی. دانیشفسکی نامگذاری شده‌است. از آنجایی که دی‌ان بسیار غنی از الکترون است، واکنش‌گری بسیار فعال در واکنش‌های دیلز–آلدر محسوب می‌شود. این دی‌ان به سرعت با آلکن‌های الکترون‌دوست مانند مالئیک انیدرید واکنش می‌دهد. گروه متوکسی واکنش‌های افزایشی بسیار جهت‌گزینی را پیش می‌برد. مشخص شده‌است که دی‌ان با آمین‌ها، آلدهیدها، آلکن‌ها و آلکین‌ها واکنش می‌دهد. واکنش‌هایی با ایمین‌ها و نیتروالفین‌ها نیز گزارش شده‌است.